# *-алгебра
*-алгебра (алгебра с инволюцией, алгебра с операцией сопряжения) — ассоциативная алгебра с инволюцией, которая имеет свойства подобные комплексному сопряжению.

## *-кольцо
*-кольцо — кольцо с унарной операцией *, которое является
- антиавтоморфизмом, то есть

{\displaystyle \ (x+y)^{*}=x^{*}+y^{*}}
{\displaystyle \ (xy)^{*}=y^{*}x^{*}}
{\displaystyle \ 1^{*}=1}
- и инволюцией, то есть

{\displaystyle \ (x^{*})^{*}=x.}
Такое кольцо ещё называется кольцо с инволюцией.

## *-алгебра
*-алгебра A — это *-кольцо, которое является ассоциативной алгеброй над другим *-кольцом R, с согласованием операции * в {\displaystyle R\subset A.}
Базовое *-кольцо это, обычно, комплексные числа (где * — комплексное сопряжение).
Тогда * сопряженно-линейное, то есть
{\displaystyle (\lambda x+\mu y)^{*}=\lambda ^{*}x^{*}+\mu ^{*}y^{*}\quad \lambda ,\mu \in R;\;\;x,y\in A}.
*-гомоморфизм {\displaystyle \ f:A\to B} — это гомоморфизм алгебр, который отображает инволюцию в A на инволюцию в B, то есть:
{\displaystyle f(x^{*})=f(x)^{*}\quad \forall x\in A.}
- Элементы для которых {\displaystyle \ x^{*}=x} называются само-сопряженными, симметричными или эрмитовыми.
- Элементы для которых {\displaystyle \ x^{*}=-x} называются косо-сопряженными, анти-симметричными или анти-эрмитовыми.
- Можно определить эрмитову форму с помощью операции * в виде {\displaystyle \phi (x,y)=x^{*}\cdot y}.

### C*-алгебра
C*-алгебра — банахова *-алгебра над полем комплексных чисел, для которой выполняется C*-свойство:
{\displaystyle \|x^{*}x\|=\|x\|\|x^{*}\|,}
{\displaystyle \|xx^{*}\|=\|x\|\|x^{*}\|.}
Оба условия эквивалентны.
Также они эквивалентны В*-свойству
{\displaystyle \|xx^{*}\|=\|x\|^{2}.}

## Примеры
- Самым известным примером являются комплексные числа {\displaystyle \mathbb {C} } с операцией сопряжения.
- Квадратные матрицы с комплексными элементами с операцией эрмитового сопряжения.
- Эрмитовое сопряжения линейного оператора в гильбертовом пространстве.

## Свойства
Многие свойства сопряжения для комплексных чисел хранятся в *-алгебрах:
- Если элемент 2 в кольце обратим, тогда {\displaystyle {\frac {1}{2}}(1-*)} и {\displaystyle {\frac {1}{2}}(1+*)} является ортогональными идемпотентами. Как векторное пространство, алгебра разлагается в прямую сумму подпространств симметричных и анти-симметричных (эрмитовых и анти-эрмитовых) элементов.
- Эрмитовые элементы *-алгебры образуют алгебру Йордана.
- Анти-эрмитовые элементы *-алгебры образуют алгебру Ли.

## Обозначения
Операция инволюции записывается обычно в виде символа звёздочки (астериска), указываемого после операнда, находящегося на уровне средней линии или слегка поднятого над нею:
x ↦ x*
или
x ↦ x∗ (ΤΕΧ: x^*),
но не «x∗» так как символ звёздочки для бинарных операций находится ниже средней линии. Иногда используется также надстрочная черта x, как в комплексном сопряжении, или x† (поднятый типографский крестик).